# Аргумент Экманна — Хилтона
Аргумент Экманна — Хилтона — теорема о паре унитальных магм, одна из которых является гомоморфизмом для другой. В таком случае простое рассуждение показывает, что структуры магм совпадают и, более того, они является коммутативным моноидом. Назван в честь Экманна и Хилтона, использовавших его в своей статье 1962 года.
Наиболее известное приложение этой теоремы — доказательство того факта, что гомотопические группы любой топологической группы {\displaystyle G} абелевы.
Например, для доказательства коммутативности {\displaystyle \pi _{1}(G,e)} достаточно рассмотреть произведение петель, индуцированное групповым умножением в {\displaystyle G} и воспользоваться аргументом Экманна — Хилтона.

## Формулировка и доказательство теоремы
Пусть {\displaystyle (X,\circ )} и {\displaystyle (X,\otimes )} — две магмы с единицами {\displaystyle 1_{\circ }} и {\displaystyle 1_{\otimes }}, причём
{\displaystyle (a\otimes b)\circ (c\otimes d)=(a\circ c)\otimes (b\circ d)} для всех {\displaystyle a,b,c,d\in X}.
Тогда бинарные операции {\displaystyle \circ } и {\displaystyle \otimes } совпадают и, более того, являются коммутативными и ассоциативными.

Заметим, что единицы рассматриваемых магм совпадают:
{\displaystyle 1_{\circ }=1_{\circ }\circ 1_{\circ }=(1_{\otimes }\otimes 1_{\circ })\circ (1_{\circ }\otimes 1_{\otimes })=(1_{\otimes }\circ 1_{\circ })\otimes (1_{\circ }\circ 1_{\otimes })=1_{\otimes }\otimes 1_{\otimes }=1_{\otimes }}.
Далее, пусть {\displaystyle a,b\in X}.
Тогда {\displaystyle a\circ b=(1\otimes a)\circ (b\otimes 1)=(1\circ b)\otimes (a\circ 1)=b\otimes a=(b\circ 1)\otimes (1\circ a)=(b\otimes 1)\circ (1\otimes a)=b\circ a}. Таким образом, {\displaystyle \circ } и {\displaystyle \otimes } совпадают и являются коммутативными.
Наконец, проверим ассоциативность: {\displaystyle (a\otimes b)\otimes c=(a\otimes b)\otimes (1\otimes c)=(a\otimes 1)\otimes (b\otimes c)=a\otimes (b\otimes c)}.